# Wiesenbach (België)
Wiesenbach is een gehucht in Lommersweiler, deelgemeente van de stad Sankt Vith in de Belgische provincie Luik.
Het gehucht ligt tegen de grens met deelgemeente Sankt-Vith-centrum. Het ligt drie kilometer ten noordwesten van het dorpscentrum van Lommersweiler en slechts twee kilometer ten zuidoosten van het stadscentrum van Sankt Vith. Minder dan een kilometer ten oosten ligt het gehucht Breitfeld.
Langs Wiesenbach stroomt de Prümer Bach (ook Prümerbach), een zijriviertje van de Braunlauf.

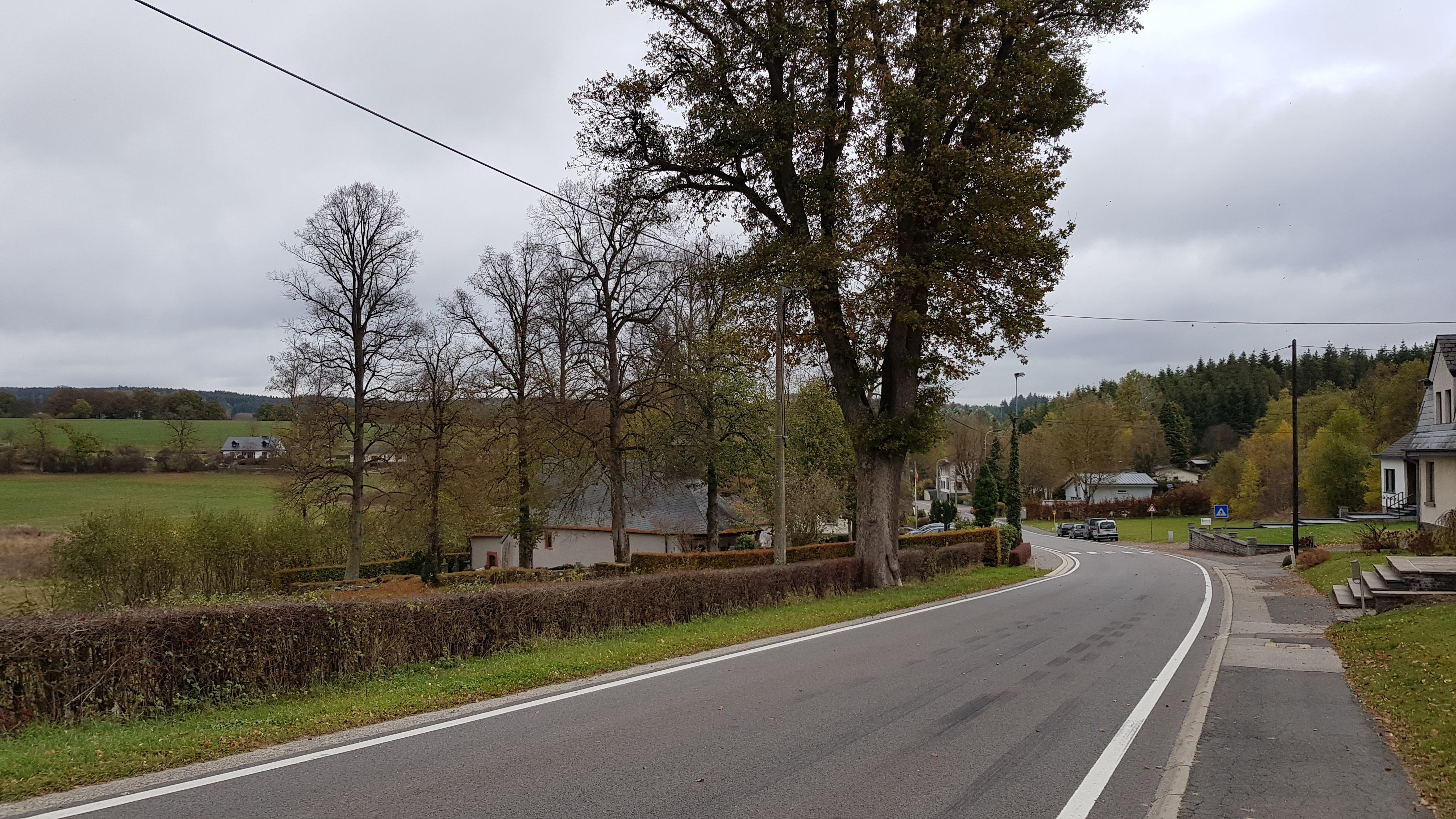
Zicht op Wiesenbach

## Geschiedenis
Oude vermeldingen van de kapel op deze plaats gaan terug tot de negende eeuw.
Op de Ferrariskaart uit de jaren 1770 is de geïsoleerde kapel (Chapelle de Wiesenbach) weergegeven, even ten westen van het gehucht Breidfeld, langs een zuidelijke uitvalsweg uit Sankt Vith.
Op het eind van het ancien régime, toen tijdens de Franse bezetting eind 18de eeuw de gemeenten werden gecreëerd, werd de plaats ondergebracht in de gemeente Lommersweiler. Na de Franse bezetting ging het gebied naar Pruisen.
In de jaren 1880 werd ten zuidwesten van Wiesenbach een deel aangelegd van een spoorweg, de Vennbahn.
Na de Eerste Wereldoorlog werd de plaats met de Oostkantons bij België aangehecht.
Bij de gemeentelijke fusies van 1977 kwam Wiesenbach met Lommersweiler bij de gemeente Sankt Vith.
In de jaren 1980 werd het gebied net ten zuiden van Wiesenbach doorsneden door de nieuwe autosnelweg A27/E42.

## Bezienswaardigheden
- De Sint-Bartholomeüskapel, omgeven door de begraafplaats, dateert uit de negende eeuw en is het oudste cultuurerfgoed van Sankt Vith.

## Verkeer en vervoer
Door Wiesenbach loopt de gewestweg N646 tussen Sankt Vith en de Duitse grens, richting Winterspelt.
Net ten zuiden van Wiesenbach loopt de autosnelweg A27/E42.
Deelgemeenten: Crombach · Lommersweiler · Recht · Sankt Vith · Schönberg

Overige kernen: Alfersteg · Amelscheid · Andler · Atzerath · Breitfeld · Eiterbach · Emmels (Nieder-Emmels · Ober-Emmels) · Galhausen · Heuem · Hinderhausen · Hünningen · Mackenbach · Neidingen · Neubrück · Neundorf ·  Rödgen · Rodt · Schlierbach · Setz · Steinebrück · Wallerode · Weppeler · Wiesenbach

Belgische gemeenten · Duitstalige Gemeenschap · Arrondissement Verviers · Luik · Wallonië